# Pietà Hotspurs
Pietà Hotspurs ist ein maltesischer Fußballverein, der 1932 gegründet wurde. Der Klub spielt derzeit in der Maltese Challenge League, der zweiten maltesischen Liga.

## Spieler
- Attila Filkor (2006)